# Берм
Берм (нім. Börm) — громада в Німеччині, розташована в землі Шлезвіг-Гольштейн. Входить до складу району Шлезвіг-Фленсбург. Складова частина об'єднання громад Кропп-Штапельгольм.
Площа — 18,7 км2. Населення становить 786 ос. (станом на 31 грудня 2020).